# Melampyrum ciliatum
Melampyrum ciliatum är en snyltrotsväxtart som beskrevs av Pierre Edmond Boissier och Heldr.. Melampyrum ciliatum ingår i släktet kovaller, och familjen snyltrotsväxter. Inga underarter finns listade i Catalogue of Life.